# Pascal-Firmin Ndimira
Pascal-Firmin Ndimira (nascido em 9 de abril de 1956) foi primeiro-ministro do Burundi de 31 de julho de 1996 a 12 de junho de 1998, data em que o cargo foi abolido.
Ndimira, de etnia Hutu da província de Ngozi, é membro do partido União para o Progresso Nacional (UPRONA). Ele nasceu em Muyinga.